# Groupe de recherche pour l'éducation et la prospective
 (avril 2021).
Si vous disposez d'ouvrages ou d'articles de référence ou si vous connaissez des sites web de qualité traitant du thème abordé ici, merci de compléter l'article en donnant les références utiles à sa vérifiabilité et en les liant à la section « Notes et références ».
Pour les articles homonymes, voir GREP.
Le Groupe de recherche pour l’éducation et la prospective  (GREP) est une association française d'éducation populaire. 

## Histoire
Le Groupe de recherche pour l’éducation et la prospective (GREP) a été fondé en 1964, sous le nom de Groupe de recherche et d’étude pour la promotion rurale, par l’ancien ministre, gaulliste de gauche, Edgard Pisani et le haut fonctionnaire et pédagogue, Paul Harvois. Il modifiera plus tard son intitulé Groupe de recherche pour l’éducation permanente puis en Groupe de recherche pour l’éducation et la prospective.
À sa fondation, le GREP avait pour mission principale d’organiser des cycles de formation ouverts pour les jeunes ingénieurs sortant des écoles d’agronomie, afin d’ouvrir leur champ de connaissance à des disciplines scientifiques et à des apports culturels débordant le cadre de leur spécialisation professionnelle.
Il étend ensuite son activité aux questions liées au développement rural, au développement local, à la formation des jeunes et à la création d’activités.
Depuis 1967, le GREP édite la revue POUR, qui publie environ quatre numéros par an.